# Maleč
Maleč település Csehországban, a Havlíčkův Brod-i járásban. Maleč Víska, Rušinov, Nová Ves u Chotěboře, Lány, Čečkovice, Libice nad Doubravou és Chotěboř településekkel határos. Lakosainak száma 620 fő (2025. január 1.).

## Népesség
A település lakosságának változását az alábbi diagram mutatja:
| Lakosok száma | 1052 | 1069 | 1182 | 780  | 733  | 669  | 672  | 647  | 637  | 620  |
|               | 1869 | 1900 | 1921 | 1961 | 1980 | 2014 | 2017 | 2020 | 2022 | 2025 |